# Калининградская ТЭЦ-2
Калинингра́дская ТЭЦ-2 — крупнейшая тепловая электростанция Калининградской области, расположенная в Гурьевском городском округе, на юго-восточной окраине города Калининграда. Входит в Группу Интер РАО.

## История
В 1990 году в Постановлении Совета Министров РСФСР было записано, что станция будет состоять из трёх энергоблоков по 180 МВт. В 1991 году были определены границы земельного участка. Позднее, в 1994 году было принято решение о применении парогазовой установки и об увеличении мощности станции до 900 МВт (два энергоблока ПГУ-450). С 2002 года начато активное строительство, 28 октября 2005 года состоялся пуск первого энергоблока в опытно-промышленную эксплуатацию. 12 октября 2007 года было принято постановление Правительства РФ о строительстве второго энергоблока ПГУ-450, срок окончания строительства — 22 декабря 2010 года. В рамках реструктуризации РАО «ЕЭС России» 1 июля 2008 года ОАО «Калининградская ТЭЦ-2» было присоединено к ОАО «ИНТЕР РАО ЕЭС» и преобразовано в её филиал. В конце 2010 года был введён в эксплуатацию второй энергоблок. С его вводом Калининградская область вышла на самообеспечение электроэнергией.

## Технические характеристики
Калининградская ТЭЦ-2 является одной из первых парогазовых электростанций в России. Состоит из двух энергоблоков ПГУ-450, каждый из которых состоит из двух газовых турбин ГТЭ-160 и паровой турбины Т-150-7,7, двух котлов-утилизаторов П-96, двух турбогенераторов Т3ФГ-160-2МУ3, одного турбогенератора Т3ФП-160-2МУ3 и трёх блочных трансформаторов ТДЦ-200000/110 и ТДЦ-200000/330.. Основной вид топлива — природный газ, аварийное топливо — дизельное. Выдача мощности осуществляется по шести линиям напряжением 110 кВ и двум линиям 330 кВ, главная схема — две рабочие, секционированные системы шин с обходной на 110 кВ и полуторная на 330 кВ. Связь между ОРУ 110 и 330 кВ выполнена автотрансформатором АТДЦТН-200000/330/110/35. Коэффициент полезного действия станции в конденсационном режиме 51 % (на обычных станциях с паросиловыми установками КПД не превышает 40 %). Удельный расход топлива составляет 255 г/кВтч.
С октября 2010 года после ввода в эксплуатацию тепловой магистрали и теплосетевой насосной станции ТЭЦ отпускает тепло в южную часть города.
Установленная электрическая мощность станции — 900 МВт или 53,7 % от суммарной установленной мощности электростанций Калининградской энергосистемы, на конец 2019 года..

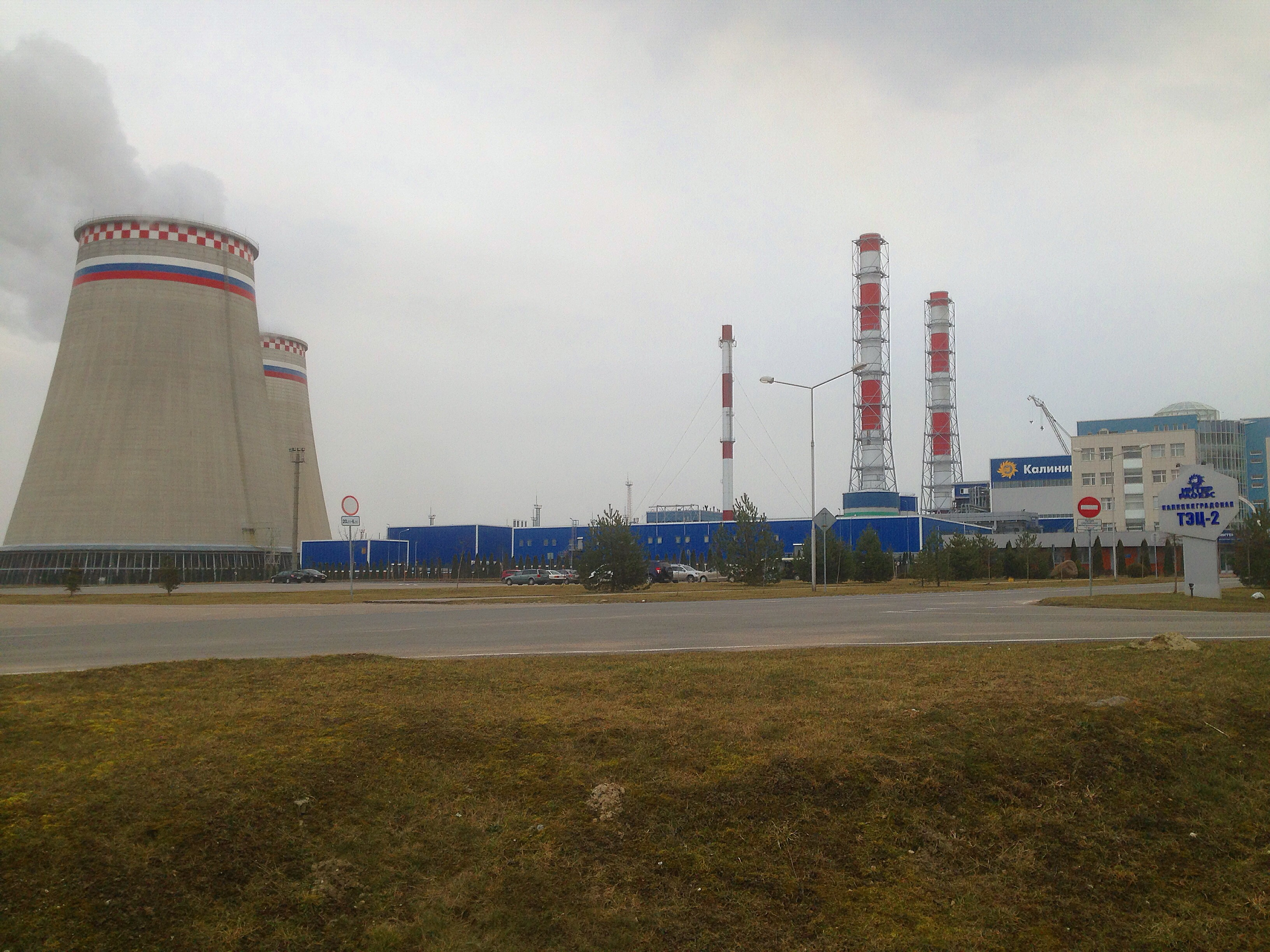
Вид на ТЭЦ с Северо-Западной стороны